# 浪濺長堤
《浪濺長堤》（英語：Heartbreak at Long Beach）是香港麗的電視在1980年9月首播的電視劇，共25集。由麥當雄監製，區華漢及鄭丹瑞擔任編審，鄭文雅、王鍾、曾江、梁小龍等人主演。本劇是鄭文雅的首部電視劇，其在劇中的演出仍表現出一定的表演天份。
同時本劇兩首歌曲名為《浪濺長堤》及《浪濺長堤情歌》分別交替作主題曲及片尾曲均由曾路德主唱。

## 演員表
- 鄭文雅 飾 鍾婷婷
- 曾江 飾 Jo鮑
- 王鍾 飾 二毛
- 梁小龍 飾 癲馬
- 陳曼娜 飾 Anna鮑
- 盧宛茵 飾 癲馬妻
- 曹達華 飾 鍾耀叢
- 邵音音 飾 汪太
- 林偉祺 飾 汪彪
- 孟浪 飾 大傻
- 梁樹培 飾 二傻
- 杜少明 飾 三傻
- 熊德誠 飾 Sam

## 外部連結
- 盧國沾作品拾遺：《浪濺長堤情歌》（兩個版本之謎）